# Championnat du monde féminin moins de 18 ans de hockey sur glace 2019
Navigation
Championnat du monde 2018 Championnat du monde 2020
Le Championnat du monde féminin moins de 18 ans de hockey sur glace 2019 est la douzième édition de cette compétition organisée par la Fédération internationale de hockey sur glace (IIHF). 
Le tournoi de la Division Élite, regroupant les meilleures nations, a lieu du 6 au 13 janvier 2019 à Obihiro au Japon. Les divisions inférieures sont disputées indépendamment du groupe Élite.

## Format de compétition
Le groupe Élite comprend 8 équipes participantes qui sont réparties en deux groupes de 4. Chaque groupe est disputé sous la forme d'un championnat à matches simples. Les 2 premiers du groupe A sont qualifiés d'office pour les demi-finales. Les 2 derniers du groupe A et les 2 premiers du groupe B s'affrontent lors de quarts de finale croisés. Les 2 derniers du groupe B participent au tour de relégation qui détermine l'équipe qui sera reléguée en Division IA lors de l'édition de 2019.
Pour les divisions IA et IB qui comptent chacune 6 équipes, celles-ci s’affrontent entre elles et, à l'issue de cette compétition, le premier est promu dans la division supérieure et le dernier est relégué dans la division inférieure. 
Le groupe de qualification pour la Division IB est composé de 7 équipes versées dans deux poules. À l’issue de cette phase de poule, une phase a élimination directe a lieu, le vainqueur étant promu en Division IB.
Pour toutes les divisions, la répartition des points est la suivante :
- 3 points pour une victoire dans le temps réglementaire ;
- 2 points pour une victoire en prolongation ou aux tirs de fusillade ;
- 1 point pour une défaite en prolongation ou aux tirs de fusillade ;
- 0 point pour une défaite dans le temps réglementaire.

## Division Élite

### Tour préliminaire

#### Résultats
| Pays       |     |     |     |     |
| ---------- | --- | --- | --- | --- |
| États-Unis |     | 3-2 | 3-2 | 2-0 |
| Canada     | 2-3 |     | 5-1 | 2-1 |
| Russie     | 2-3 | 1-5 |     | 5-3 |
| Suède      | 0-2 | 1-2 | 3-5 |     |

| Pays        |     |     |     |     |
| ----------- | --- | --- | --- | --- |
| Finlande    |     | 4-2 | 2-1 | 2-1 |
| Suisse      | 2-4 |     | 1-0 | 2-1 |
| Tchéquie    | 1-2 | 0-1 |     | 4-2 |
| Japon H, IA | 1-2 | 1-2 | 2-4 |     |

IA : Promu de la Division IA   -   H : pays hôte

#### Classements
| Clt   | Équipe     | PJ | V | VP | D | DP | BP | BC | Diff | Pts |
| ----- | ---------- | -- | - | -- | - | -- | -- | -- | ---- | --- |
| +001, | États-Unis | 3  | 3 | 0  | 0 | 0  | 8  | 4  | +4   | 9   |
| +002, | Canada     | 3  | 2 | 0  | 1 | 0  | 9  | 5  | +4   | 6   |
| +003, | Russie     | 3  | 1 | 0  | 2 | 0  | 8  | 11 | -3   | 3   |
| +004, | Suède      | 3  | 0 | 0  | 3 | 0  | 4  | 9  | -5   | 0   |

| Clt   | Équipe   | PJ | V | VP | D | DP | BP | BC | Diff | Pts |
| ----- | -------- | -- | - | -- | - | -- | -- | -- | ---- | --- |
| +001, | Finlande | 3  | 3 | 0  | 0 | 0  | 8  | 4  | +4   | 9   |
| +002, | Suisse   | 3  | 2 | 0  | 1 | 0  | 5  | 5  | 0    | 6   |
| +003, | Tchéquie | 3  | 1 | 0  | 2 | 0  | 5  | 5  | 0    | 3   |
| +004, | Japon    | 3  | 0 | 0  | 3 | 0  | 4  | 8  | -4   | 0   |

- Qualifié pour les demi-finales
- Qualifié pour les quarts de finale
- Joue le tour de relégation

### Tour de relégation
Le tour se joue au meilleur des 3 matches : la 1re équipe qui gagne 2 fois reste en Division Élite. Le perdant est relégué en Division IA.
Le 10 janvier :  Tchéquie 6-0 Japon 
Le 12 janvier :  Japon 2-1 Tchéquie 
Le 13 janvier :  Tchéquie 3-1 Japon 

### Phase finale
|  | Quarts de finale       | Quarts de finale |            |                        | Demi-finales | Demi-finales |  |  | Finale     | Finale     |
|  | Quarts de finale       | Quarts de finale |            |                        | Demi-finales | Demi-finales |  |  | Finale     | Finale     |
|  |                        |                  |            |                        |              |              |  |  |            |            |
|  | 10 janvier             | 10 janvier       |            |                        | 12 janvier   | 12 janvier   |  |  | 13 janvier | 13 janvier |
|  | 10 janvier             | 10 janvier       |            |                        | 12 janvier   | 12 janvier   |  |  | 13 janvier | 13 janvier |
|  | 10 janvier             | 10 janvier       | États-Unis | 7                      |              |              |  |  | 13 janvier | 13 janvier |
|  | Suède                  | 2                | États-Unis | 7                      |              |              |  |  | 13 janvier | 13 janvier |
|  | Suède                  | 2                | Finlande   | 1                      |              |              |  |  | 13 janvier | 13 janvier |
|  | Finlande               | 3P               | Finlande   | 1                      |              |              |  |  | 13 janvier | 13 janvier |
|  | Finlande               | 3P               | 12 janvier | 12 janvier             | États-Unis   | 2            |  |  |            |            |
|  | 10 janvier             |                  | 12 janvier | 12 janvier             | États-Unis   | 2            |  |  |            |            |
|  |                        | Canada           | 12 janvier | 12 janvier             | 3P           |              |  |  |            |            |
|  | Russie                 | Canada           | 12 janvier | 12 janvier             | 3P           | 2F           |  |  |            |            |
|  | Russie                 | Canada           | 4P         |                        |              | 2F           |  |  |            |            |
|  | Suisse                 | Canada           | 4P         | 1                      |              |              |  |  |            |            |
|  | Suisse                 | Russie           | 3          | 1                      |              |              |  |  |            |            |
|  |                        | Russie           | 3          | Match pour la 3e place |              |              |  |  |            |            |
|  | Match pour la 5e place |                  |            |                        |              |              |  |  |            |            |
|  | 12 janvier             | 12 janvier       | 13 janvier | 13 janvier             |              |              |  |  |            |            |
|  | 12 janvier             | 12 janvier       | 13 janvier | 13 janvier             |              |              |  |  |            |            |
|  | Suède                  | 2                | Russie     | 0                      |              |              |  |  |            |            |
|  | Suède                  | 2                | Russie     | 0                      |              |              |  |  |            |            |
|  | Suisse                 | 1                | Finlande   | 3                      |              |              |  |  |            |            |
|  | Suisse                 | 1                | Finlande   | 3                      |              |              |  |  |            |            |

P : Prolongation -  F : Tirs de fusillade

### Classement final
| Place              | Équipe     |
| ------------------ | ---------- |
| Médaille d'or      | Canada     |
| Médaille d'argent  | États-Unis |
| Médaille de bronze | Finlande   |
| 4                  | Russie     |
| 5                  | Suède      |
| 6                  | Suisse     |
| 7                  | Tchéquie   |
| 8                  | Japon      |

- Relégué en Division IA

## Autres divisions

### Division IA
Le tournoi de la Division IA se déroule à Radenthein en Autriche du 7 au 13 janvier 2019
| Clt   | Équipe    | PJ | V | VP | D | DP | BP | BC | Diff | Pts |
| ----- | --------- | -- | - | -- | - | -- | -- | -- | ---- | --- |
| +001, | Slovaquie | 5  | 4 | 0  | 1 | 0  | 14 | 9  | +5   | 12  |
| +002, | Allemagne | 5  | 3 | 1  | 1 | 0  | 21 | 8  | +13  | 11  |
| +003, | Hongrie   | 5  | 3 | 0  | 1 | 1  | 13 | 9  | +4   | 10  |
| +004, | Italie    | 5  | 1 | 1  | 2 | 1  | 9  | 16 | -7   | 6   |
| +005, | Danemark  | 5  | 1 | 0  | 3 | 1  | 9  | 15 | -6   | 4   |
| +006, | Autriche  | 5  | 0 | 1  | 4 | 0  | 3  | 12 | -9   | 2   |

| Pays |     |       |       |       |       |       |
|      |     | 5-1   | 3-2   | 2-5   | 3-1   | 1-0   |
|      | 1-5 |       | 3-2 P | 7-0   | 5-1   | 5-0   |
|      | 2-3 | 2-3 P |       | 4-1   | 3-1   | 2-1   |
|      | 5-2 | 0-7   | 1-4   |       | 3-2 P | 0-1 P |
|      | 1-3 | 1-5   | 1-3   | 2-3 P |       | 4-1   |
|      | 0-1 | 0-5   | 1-2   | 1-0 P | 1-4   |       |

Pour les significations des abréviations, voir statistiques du hockey sur glace.
- Promu en Division Élite
- Relégué en Division IB
- P : Prolongation

### Division IB
Le tournoi de la Division IB se déroule à Dumfries en Grande-Bretagne du 6 au 12 janvier 2019
| Clt   | Équipe          | PJ | V | VP | D | DP | BP | BC | Diff | Pts |
| ----- | --------------- | -- | - | -- | - | -- | -- | -- | ---- | --- |
| +001, | France          | 5  | 4 | 0  | 0 | 1  | 18 | 2  | +16  | 13  |
| +002, | Norvège         | 5  | 3 | 1  | 0 | 1  | 14 | 4  | +10  | 12  |
| +003, | Grande-Bretagne | 5  | 2 | 1  | 1 | 1  | 7  | 7  | 0    | 9   |
| +004, | Pologne         | 5  | 2 | 1  | 2 | 0  | 12 | 14 | -2   | 8   |
| +005, | Chine           | 5  | 1 | 0  | 4 | 0  | 6  | 16 | -10  | 3   |
| +006, | Pays-Bas        | 5  | 0 | 0  | 5 | 0  | 5  | 19 | -14  | 0   |

| Pays |       |       |       |       |     |     |
|      |       | 1-2 F | 3-0   | 4-0   | 7-0 | 3-0 |
|      | 2-1 F |       | 0-1 F | 5-2   | 3-0 | 4-0 |
|      | 0-3   | 1-0 F |       | 1-2 P | 1-0 | 4-2 |
|      | 0-4   | 2-5   | 2-1 P |       | 4-2 | 4-2 |
|      | 0-7   | 0-3   | 0-1   | 2-4   |     | 4-1 |
|      | 0-3   | 0-4   | 2-4   | 2-4   | 1-4 |     |

Pour les significations des abréviations, voir statistiques du hockey sur glace.
- Promu en Division IA
- Relégué en Qualifications pour la Division IB
- P : Prolongation
- F : Tirs de fusillade

### Qualifications pour la Division IB

#### Tour préliminaire
La compétition se déroule à Jaca en Espagne du 12 au 18 janvier 2019.
| Clt   | Équipe     | PJ | V | VP | D | DP | BP | BC | Diff | Pts |
| ----- | ---------- | -- | - | -- | - | -- | -- | -- | ---- | --- |
| +001, | Kazakhstan | 2  | 2 | 0  | 0 | 0  | 20 | 1  | +19  | 6   |
| +002, | Australie  | 2  | 1 | 0  | 1 | 0  | 7  | 5  | +2   | 3   |
| +003, | Turquie    | 2  | 0 | 0  | 2 | 0  | 0  | 21 | -21  | 0   |

| Pays |      |     |      |
|      |      | 5-1 | 15-0 |
|      | 1-5  |     | 6-0  |
|      | 0-15 | 0-6 |      |

| Clt   | Équipe         | PJ | V | VP | D | DP | BP | BC | Diff | Pts |
| ----- | -------------- | -- | - | -- | - | -- | -- | -- | ---- | --- |
| +001, | Corée du Sud   | 3  | 3 | 0  | 0 | 0  | 12 | 2  | +10  | 9   |
| +002, | Taipei chinois | 3  | 1 | 1  | 1 | 0  | 10 | 11 | -1   | 5   |
| +003, | Espagne        | 3  | 1 | 0  | 1 | 1  | 6  | 5  | +1   | 4   |
| +004, | Mexique        | 3  | 0 | 0  | 3 | 0  | 2  | 12 | -10  | 0   |

| Pays |     |       |       |     |
|      |     | 6-2   | 1-0   | 5-0 |
|      | 2-6 |       | 4-3 P | 4-2 |
|      | 0-1 | 3-4 P |       | 3-0 |
|      | 0-5 | 2-4   | 0-3   |     |

Pour les significations des abréviations, voir statistiques du hockey sur glace.
- Qualifié pour les demi-finales
- P : Prolongations

|  | 6e et 7e places | 6e et 7e places |         |   | 5e place   | 5e place   |
|  | 6e et 7e places | 6e et 7e places |         |   | 5e place   | 5e place   |
|  |                 |                 |         |   |            |            |
|  | 16 janvier      | 16 janvier      |         |   | 18 janvier | 18 janvier |
|  | 16 janvier      | 16 janvier      |         |   | 18 janvier | 18 janvier |
|  | Turquie         | 1               |         |   | 18 janvier | 18 janvier |
|  | Turquie         | 1               |         |   | 18 janvier | 18 janvier |
|  | Mexique         | 0               |         |   | 18 janvier | 18 janvier |
|  | Mexique         | 0               | Turquie | 0 |            |            |
|  |                 |                 | Turquie | 0 |            |            |
|  |                 | Espagne         | 7       |   |            |            |
|  | vacant          | Espagne         | 7       |   |            |            |
|  |                 |                 |         |   |            |            |
|  | vacant          |                 |         |   |            |            |
|  |                 |                 |         |   |            |            |

|  | Demi-finales   | Demi-finales |                        |   | Finale     | Finale     |
|  | Demi-finales   | Demi-finales |                        |   | Finale     | Finale     |
|  |                |              |                        |   |            |            |
|  | 16 janvier     | 16 janvier   |                        |   | 18 janvier | 18 janvier |
|  | 16 janvier     | 16 janvier   |                        |   | 18 janvier | 18 janvier |
|  | Kazakhstan     | 3            |                        |   | 18 janvier | 18 janvier |
|  | Kazakhstan     | 3            |                        |   | 18 janvier | 18 janvier |
|  | Taipei chinois | 1            |                        |   | 18 janvier | 18 janvier |
|  | Taipei chinois | 1            | Kazakhstan             | 3 |            |            |
|  | 16 janvier     |              | Kazakhstan             | 3 |            |            |
|  |                | Corée du Sud | 4                      |   |            |            |
|  | Corée du Sud   | Corée du Sud | 4                      | 5 |            |            |
|  | Corée du Sud   |              |                        | 5 |            |            |
|  | Australie      | 2            |                        |   |            |            |
|  | Australie      | 2            | Match pour la 3e place |   |            |            |
|  |                |              |                        |   |            |            |
|  | 18 janvier     |              |                        |   |            |            |
|  |                |              |                        |   |            |            |
|  | Taipei chinois | 6            |                        |   |            |            |
|  | Taipei chinois | 6            |                        |   |            |            |
|  | Australie      | 2            |                        |   |            |            |
|  | Australie      | 2            |                        |   |            |            |